# Maj Mittendorfer
Maj Mittendorfer (Isola, 11 maggio 2000) è un calciatore sloveno, difensore del Koper.

## Carriera
Cresciuto nei settori giovanili di Koper e Olimpia Lubiana, inizia la carriera professionistica nel 2020 con il Dekani. Nel successivo mese di febbraio fa ritorno al Koper, prima di essere acquistato dal Celje il 21 giugno 2021. Poco impiegato nella prima parte di stagione, il 21 gennaio 2022 torna nuovamente al Koper, con cui firma un triennale. Con il club di Capodistria si impone rapidamente come titolare nel ruolo, arrivando a ricoprire il ruolo di capitano. Il 5 luglio 2025 rinnova con i Canarini fino al 2027.

## Statistiche

### Presenze e reti nei club
Statistiche aggiornate al 18 luglio 2025.
| Stagione        | Squadra         | Campionato      | Campionato | Campionato | Coppe nazionali | Coppe nazionali | Coppe nazionali | Coppe continentali | Coppe continentali | Coppe continentali | Altre coppe | Altre coppe | Altre coppe | Totale | Totale |
| Stagione        | Squadra         | Comp            | Pres       | Reti       | Comp            | Pres            | Reti            | Comp               | Pres               | Reti               | Comp        | Pres        | Reti        | Pres   | Reti   |
| --------------- | --------------- | --------------- | ---------- | ---------- | --------------- | --------------- | --------------- | ------------------ | ------------------ | ------------------ | ----------- | ----------- | ----------- | ------ | ------ |
| 2020-feb. 2021  | Dekani          | 2.SNL           | 7          | 1          | CS              | 0               | 0               | -                  | -                  | -                  | -           | -           | -           | 7      | 1      |
| feb.-giu. 2021  | Koper           | 1.SNL           | 7+2        | 0          | CS              | 2               | 0               | -                  | -                  | -                  | -           | -           | -           | 11     | 0      |
| 2021-gen. 2022  | Celje           | 1.SNL           | 3          | 0          | CS              | 1               | 0               | -                  | -                  | -                  | -           | -           | -           | 4      | 0      |
| gen.-giu. 2022  | Koper           | 1.SNL           | 5          | 0          | CS              | 0               | 0               | -                  | -                  | -                  | -           | -           | -           | 5      | 0      |
| 2022-2023       | Koper           | 1.SNL           | 28         | 0          | CS              | 4               | 0               | UECL               | 2                  | 0                  | -           | -           | -           | 34     | 0      |
| 2023-2024       | Koper           | 1.SNL           | 27         | 1          | CS              | 3               | 0               | -                  | -                  | -                  | -           | -           | -           | 30     | 1      |
| 2024-2025       | Koper           | 1.SNL           | 34         | 3          | CS              | 6               | 0               | -                  | -                  | -                  | -           | -           | -           | 40     | 3      |
| 2025-2026       | Koper           | 1.SNL           | 0          | 0          | CS              | 0               | 0               | UCoL               | 2                  | 0                  | -           | -           | -           | 2      | 0      |
| Totale Koper    | Totale Koper    | Totale Koper    | 101+2      | 4          |                 | 15              | 0               |                    | 4                  | 0                  |             | -           | -           | 122    | 4      |
| Totale carriera | Totale carriera | Totale carriera | 111+2      | 5          |                 | 16              | 0               |                    | 4                  | 0                  |             | -           | -           | 133    | 5      |

## Palmarès

### Club

#### Competizioni nazionali
- Coppa di Slovenia: 1

Koper: 2021-2022